# Johann Salomo Semler
Johann Salomo Semler (1725–1791) német evangélikus teológus, egyetemi tanár; a történeti-kritikai teológia egyik kiemelkedő képviselője.
Semler különbséget tett teológia és vallás (Istenben való bizalom) között, biztosítva ezzel a tudomány teljes függetlenségét. Nem csupán az egyháztörténetet vonta kritika alá, hanem Németországban elsőként a bibliai kánont is.
A hagyományos inspiráció-tannal szemben kimutatta a kánon fokozatos keletkezését, és rámutatott egyes kánonrészek eltérő értékére. Vitatta, hogy az őskereszténység minden szempontból tökéletes lett volna, és relativista módon tagadta, hogy a történelem során létezett volna egy abszolút dogmarendszer.

## Művei
- Commentatio de demoniacis (Halle, 1760)
- Umständliche Untersuchung der damonischen Leute (1762)
- Versuch einer biblischen Damonologie (1776)
- Selecta capita historiae ecclesiasticae (3 vols., Halle, 1767–1769)
- Abhandlung von freier Untersuchung des Kanon (Halle, 1771–1775)
- Apparatus ad liberalem N. T. interpretationem (1767, ad V. T., 1773)
- Institutio ad doctrinam Christ. liberaliter discendam (Halle, 1774),
- Über historische, gesellschaftliche, und moralische Religion der Christen (1786)
- Semler's Lebensbeschreibung, von ihm selbst abgefasst (Halle, 1781–1782), önéletrajz